# Apófisis xifoides
La apófisis (proceso) xifoides, apéndice xifoides o simplemente xifoides es el elemento más pequeño y variable del esternón, que se encuentra en su extremo inferior.
Tiene una estructura cartilaginosa en el nacimiento y luego comienza a osificarse en el 3.er año de vida. La apófisis xifoides se osifica y une al cuerpo del esternón alrededor de los 24 años. Tanto su longitud como su forma son muy variables, describiéndose triangular, oval, afilada, bífida y hasta perforada en su base, desviada hacia adelante, hacia atrás e incluso lateralmente. La apófisis xifoides constituye una referencia fundamental del plano medio porque:
- Su unión con el cuerpo indica el límite inferior de la cavidad torácica por delante.

- Presenta un punto de localización de la cara diafragmática del hígado, diafragma y borde inferior del corazón y línea media.

## Imágenes

Animación mostrando la ubicación del xifoides.
Forma del xifoides mostrada en una animación.
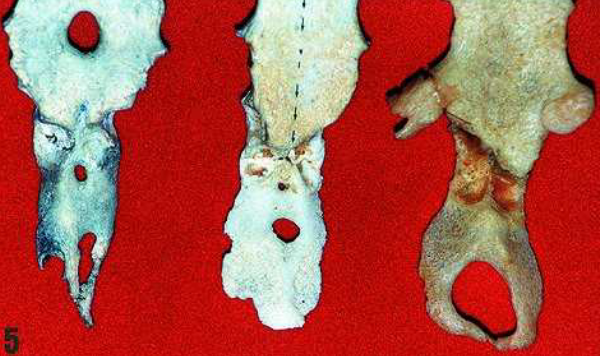
Tres especímenes de apófisis xifoides dotadas de foramen.

- Datos: Q16359
- Multimedia: Xiphoid processes / Q16359